# Alfabeto europeu Voynich
O European Voynich Alphabet,  o EVA foi uma criação de René Zandbergen e Gabriel Landini em 1998 como um sistema para transcrever os vários grafemas ("letras") que estão presentes no texto do Manuscrito Voynich conforme o alfabeto latino. 
Com o EVA, cada símbolo presente no misterioso manuscrito é representado por uma letra do nosso alfabeto aproximadamente parecida com o símbolo Voynich. Por exemplo, a representação  é relacinado ao caractere românico "p". Com isso, o Manuscrito Voynich pode ser convertido para algo legível em computador e assim permitir uma fácil análise estatística, por exemplo, de frequência das letras e das relaçõers existentes entre tais letras. Também permite que se possam discutir aspectos do Voynich via email, Facebook, Twitter, etc.
.

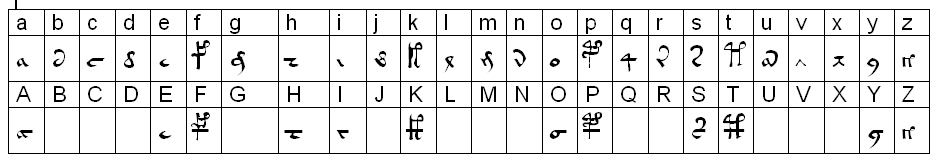
EVA (European Voynich Alphabet). Letras maiúsculas e minúsculas mostram diferentes versões do que poderia ser considerada numa letra cifrada

Um dos aspectos que foi considerado na escolha de qual grafema Voynich deveria ser representado por qual letra latina foi a “legibilidade” das palavras assim transcritas. Assim, é possível ler oralmente, pronunciar, a maior parte das palavras de um texto transcrito em EVA, pois as tran'crições resultam em algo como , por exemplo, qocheedy daiin. (Não fica claro o quanto o fato do que isso seja possível em todos os pontos para que se tenha como chegar a uma hipotética oculta língua fonte ou seu mecanismo de encriptação)
Como o alfabeto no qual foi escrito o manuscrito Voynich não era conhecido, ficava questionável se realmente dois símbolos diversos equivalem a dois grafemas, ou se seriam diferentes versões de um mesmo grafema. O EVA foi criticado nesses aspectos ao desconsiderar detalhes sutis dos grafemas que poderiam ser relevantes para o entendimento dos textos. Outra crítica lembra que na procura de “legibilidade”, alguns aspectos das similaridades forma perdidos, uma vez que nem, todas as letras românicas escolhidas realmente se parecem visualmente com as equivalentes Voynich, tornando mais difícil a memorização.
Há diversos outros esquemas de transcrição dos texto do Voynich, mas o EVA é até então o mais difundido. Em conversações por e-mail, séries de caracteres EVA são convencionalmente apresentadas entre colchetes angulares, tal como em  <qocheedy daiin>.